# Nie und Nimmer
Nie und Nimmer ist eine deutsche Band aus Berlin, die Elemente aus Hip-Hop, Rock und Pop verbindet.

## Geschichte
Die Band besteht aus Sänger Hayat und Rapper Mo. Die beiden lernten sich 2005 in einem Berliner Musikstudio kennen und arbeiteten seitdem in verschiedenen Kombinationen zusammen. 2006 ging das Duo als Vorband des US-amerikanischen R’n’B-Sängers Ne-Yo auf Deutschland-Tournee.
Anschließend arbeiteten beide Mitglieder für einige Jahre an verschiedenen Solo-Projekten, um 2014 wieder zusammenzufinden. Gemeinsam gründeten sie die Band Nie und Nimmer, mit der sie im selben Jahr ihre Debüt-EP Wüstenstaub veröffentlichten.
2016 erschien das erste Album Zeitpunkt X.
2018 wurde Nie und Nimmer bei Warner Music unter Vertrag genommen. Für Mai 2019 ist ihr zweites Album Laute Stille angekündigt, aus dem als erste Single-Auskopplung im November 2018 der Song Foto im Regal erschien. Im Rahmen ihrer Albumveröffentlichung spielten Nie und Nimmer im November 2018 auch eine Deutschland-Tour.

## Diskografie

### Studioalben
- 2016: Zeitpunkt X
- 2019: Laute Stille
- 2021: Mensch sein

### EPs
- 2014: Wüstenstaub

### Singles
- 2014: Verrückt
- 2014: Sinne
- 2014: Euphorie
- 2016: Welt
- 2016: Blume auf Asphalt
- 2016: Helden
- 2017: Kind sein
- 2017: Armee
- 2017: Gut
- 2017: Auch Männer können stark sein
- 2017: Schmerz vergeht
- 2017: Mittelmeer
- 2018: Wir bleiben wir
- 2018: Geheimnis
- 2018: Foto im Regal